# Tani Tateki

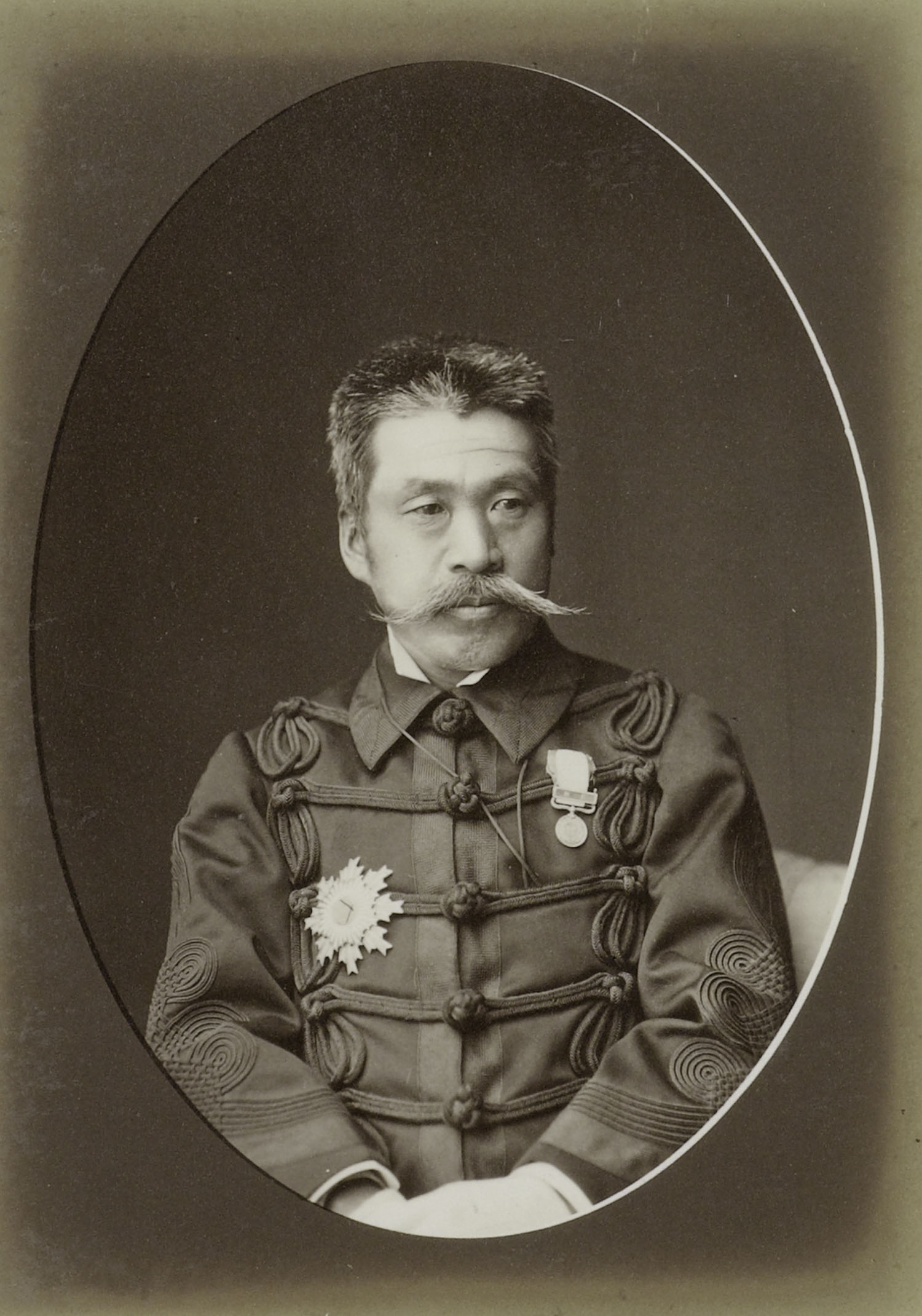
Tani Tateki

Tani Tateki (japanisch 谷 干城, Vorname auch Kanjō gelesen; geb. 18. März 1837 in der Provinz Tosa; gest. 13. März 1911) war ein japanischer General und Politiker der Meiji-Zeit.

## Leben
Tani kämpfte im Boshin-Krieg gegen das Bakufu und arbeitete dann für die Reform des Han-Systems, bis er dann in das Kriegsministerium eintrat. In den Feldzügen der 1870er Jahre hielt er die Burg Kumamoto monatelang gegen die Belagerung der Satsuma-Rebellen. Er stieg auf innerhalb der Armee, wurde General und dann Leiter der Militärakademie. Er gab diesen Posten jedoch auf Grund von Meinungsunterschieden mit Yamagata Aritomo wieder auf. 1881 gründete er mit dem Militärmann Torio Koyata (鳥尾 小弥太; 1847–1905) die konservative Partei Chūseitō. Tani wurde ab 1884 Direktor des Gakushūin, also der Ausbildungsstätte für Adelige, übernahm dann von 1885 bis 1886 das Ministerium für Landwirtschaft und Handel, das er aber wieder aufgab, da er gegen die „exzessive“ Politik der Übernahme westliche Gedankengutes war, wie sie Inoue Kaoru vertrat.
1890 wurde Tani Mitglied des Oberhauses, wo er ständig gegen den „Verrat“ des japanischen Nationalgedankens auftrat, der auch eine Ablehnung des Russisch-Japanischen Kriegs einschloss. Tani war einer der ersten Bürokraten, die für die Devise „Landwirtschaft als Grundlage [der Nation]“ als Basis für militärische Stärke, für die Selbstversorgung eintraten, in der Hoffnung, damit den Widerstand gegenüber gefährlichen Ideen zu stärken. Er blieb sein ganzes Leben hindurch ein Gegner der Bewegung für bürgerliche Rechte.